# Zygmunt Fijas
Zygmunt Fijas (pseud. Cezary Ćwiej, Migdałek, Yes, Ygrek, Z. F., ur. 26 czerwca 1910 w Nowym Sączu, zm. 26 lutego 1985 w Łodzi) – polski poeta, prozaik, satyryk.

## Życiorys
Studiował na Wydziale Prawa Uniwersytetu Jagiellońskiego. Sytuacja materialna zmusiła go do przerwania studiów. Debiutował w 1933 na łamach periodyku "Głos Podhala" jako satyryk. Od 1946 mieszkał w Łodzi.
Pochowany na cmentarzu rzymskokatolickim Matki Bożej Nieustającej Pomocy w Łodzi (kw. 26, rz. 16, grób 27).

## Twórczość
- Portret z sera (satyry)
- O szkodliwości kominów (satyry)
- Z notatnika prowincjusza (proza poetycka)
- Twarzą do tyłu (satyry)
- W krainie majaczeń. Groteski (miniatury literackie)
- Tylko dla poważnych (miniatury literackie)